# Lhommaizé
Lhommaizé est une commune du Centre-Ouest de la France, située dans le département de la Vienne en région Nouvelle-Aquitaine.

## Géographie
Les habitants sont appelés les Lhommaizéens et les Lhommaizéennes.

### Localisation
La commune est proche du parc naturel régional de la Brenne.

### Communes limitrophes
| Fleuré                   | Valdivienne |        |
| Dienné                   | Lhommaizé   | Civaux |
| Saint-Laurent-de-Jourdes | Verrières   |        |

### Géologie et relief
La région de Lhommaizé présente un paysage de plaines vallonnées plus ou moins boisées et de vallées. Le terroir se compose :
- sur les plateaux du seuil du Poitou :
  - pour 30 %, de Terres fortes,
  - pour 10 %, de Terres de brandes,
  - pour 13 %, de bornais qui sont des sols brun clair sur limons, profonds et humides, à tendance siliceuse,
  - pour 21 %, d'argile à silex peu profonde,
- dans les plaines : pour 26 %, de groies superficielles : les groies sont des terres du Sud-Ouest de la France, argilo-calcaires, peu profondes - en général de moins de 50 cm d’épaisseur - et plus ou moins riches en cailloux. Elles sont fertiles et saines et donc, propices à la polyculture céréalière mais elles s'assèchent vite.

En 2006, 66,2 % de la superficie de la commune était occupée par l'agriculture, 32,1 % par des forêts et des milieux semi-naturels, 0,7 % par des surfaces en eau et 1 % par des zones construites et aménagées par l'homme (voirie). La présence de milieux naturels et semi-naturels riches et diversifiés sur le territoire communal permet d’offrir des conditions favorables à l’accueil de nombreuses espèces pour l'accomplissement de leur cycle vital (reproduction, alimentation, déplacement, refuge). Forêts, landes, prairies et pelouses, cours d’eau et zones humides … constituent ainsi des cœurs de biodiversité et/ou de véritables corridors biologiques.
Il y a une carrière recensée sur le territoire de la commune.

### Hydrographie
La commune est traversée par la Dive sur une longueur de 5,3 km.

### Climat
Pour des articles plus généraux, voir Climat de la Nouvelle-Aquitaine et Climat de la Vienne.
Historiquement, la commune est exposée à un climat océanique du nord-ouest.  
En 2020, Météo-France publie une typologie des climats de la France métropolitaine dans laquelle la commune est exposée à un climat océanique altéré et est dans la région climatique  Poitou-Charentes, caractérisée par un bon ensoleillement, particulièrement en été et des vents modérés.
Pour la période 1971-2000, la température annuelle moyenne est de 11,8 °C, avec une amplitude thermique annuelle de 14,8 °C. Le cumul annuel moyen de précipitations est de 780 mm, avec 11,5 jours de précipitations en janvier et 6,8 jours en juillet. Pour la période 1991-2020, la température moyenne annuelle observée sur la station météorologique la plus proche, située sur la commune de La Ferrière-Airoux à 20 km à vol d'oiseau, est de 12,4 °C et le cumul annuel moyen de précipitations est de 762,1 mm,. Pour l'avenir, les paramètres climatiques de la commune estimés pour 2050 selon différents scénarios d’émission de gaz à effet de serre sont consultables sur un site dédié publié par Météo-France en novembre 2022.

### Voies de communication et transports
Les gares et les halte ferroviaires les plus proches du village sont :
- la gare de Lussac-les-Châteaux à 11 km,
- la gare de Montmorillon à 22,4 km,
- la gare de Mignaloux-Nouaille à 16,5 km,
- la halte de Ligugé à 21,4 km,
- la halte d'Iteuil Centre à 21 km.

Les aéroports les plus proches de la commune sont :
- aéroport international Angoulême-Cognacà 84 km,
- aéroport de Poitiers-Biard à 27,1 km,
- aérodrome de Niort - Souché à 77 km.
- aéroport de Limoges-Bellegarde à 79 km.

## Urbanisme

### Typologie
Au 1er janvier 2024, Lhommaizé est catégorisée commune rurale à habitat dispersé, selon la nouvelle grille communale de densité à sept niveaux définie par l'Insee en 2022.
Elle est située hors unité urbaine. Par ailleurs la commune fait partie de l'aire d'attraction de Poitiers, dont elle est une commune de la couronne,. Cette aire, qui regroupe 97 communes, est catégorisée dans les aires de 200 000 à moins de 700 000 habitants,.

### Occupation des sols
L'occupation des sols de la commune, telle qu'elle ressort de la base de données européenne d’occupation biophysique des sols Corine Land Cover (CLC), est marquée par l'importance des territoires agricoles (65,1 % en 2018), en diminution par rapport à 1990 (66,6 %). La répartition détaillée en 2018 est la suivante : 
terres arables (35,7 %), forêts (32,1 %), zones agricoles hétérogènes (17,9 %), prairies (11,6 %), zones urbanisées (2 %), eaux continentales (0,7 %). L'évolution de l’occupation des sols de la commune et de ses infrastructures peut être observée sur les différentes représentations cartographiques du territoire : la carte de Cassini (XVIIIe siècle), la carte d'état-major (1820-1866) et les cartes ou photos aériennes de l'IGN pour la période actuelle (1950 à aujourd'hui).

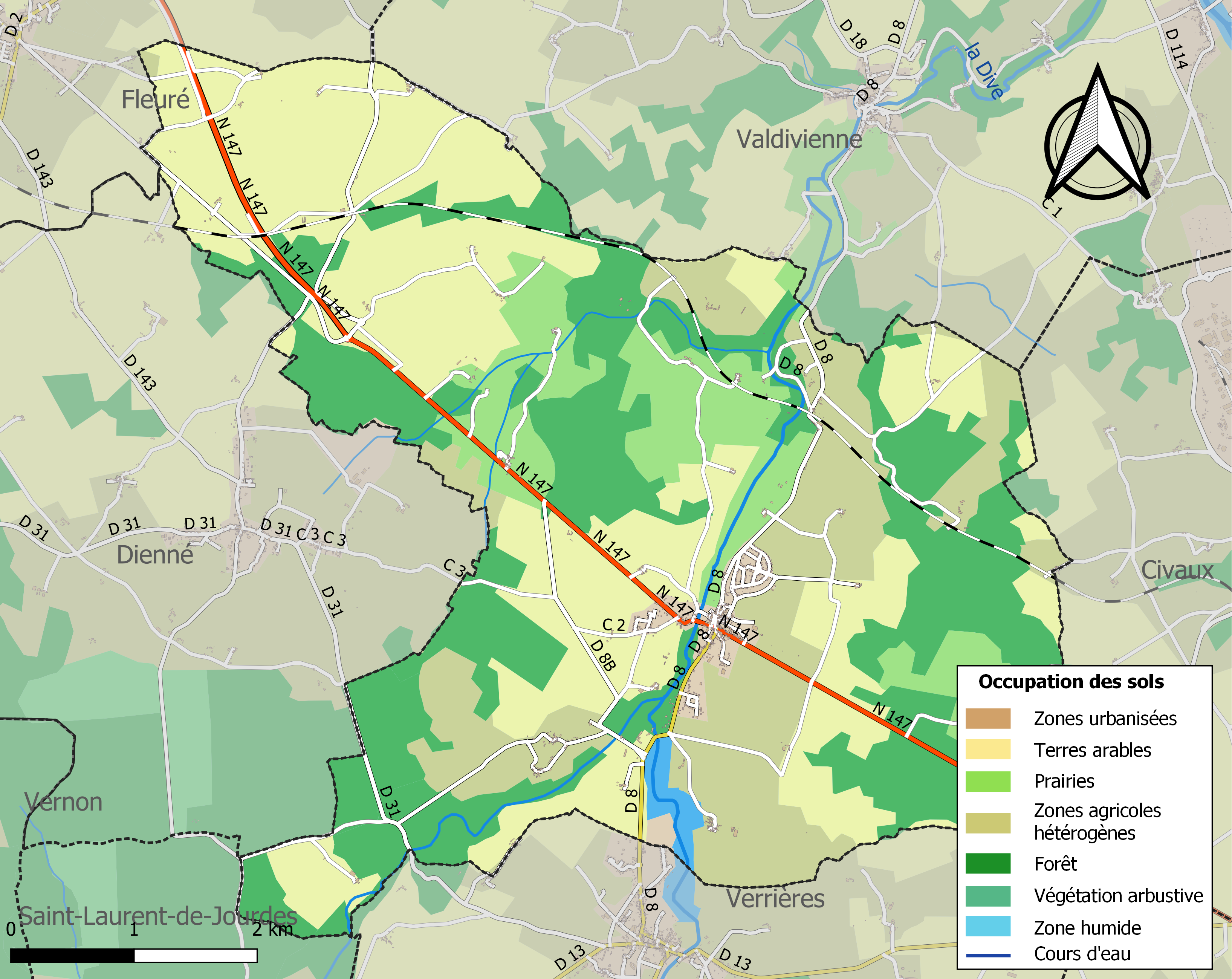
Carte des infrastructures et de l'occupation des sols de la commune en 2018 (CLC).

### Risques majeurs
Le territoire de la commune de Lhommaizé est vulnérable à différents aléas naturels : météorologiques (tempête, orage, neige, grand froid, canicule ou sécheresse), inondations, feux de forêts, mouvements de terrains et séisme (sismicité faible). Il est également exposé à deux risques technologiques,  le transport de matières dangereuses et le risque nucléaire. Un site publié par le BRGM permet d'évaluer simplement et rapidement les risques d'un bien localisé soit par son adresse soit par le numéro de sa parcelle.

#### Risques naturels
Certaines parties du territoire communal sont susceptibles d’être affectées par le risque d’inondation par débordement de cours d'eau, notamment la Dive. La commune a été reconnue en état de catastrophe naturelle au titre des dommages causés par les inondations et coulées de boue survenues en 1982, 1983, 1999 et 2010,.
Lhommaizé est exposée au risque de feu de forêt. En 2014, le deuxième plan départemental de protection des forêts contre les incendies (PDPFCI) a été adopté pour la période 2015-2024. Les obligations légales de débroussaillement dans le département sont définies dans un arrêté préfectoral du 29 mai 2015,, celles relatives à l'emploi du feu et au brûlage des déchets verts le sont dans un arrêté permanent du 24 mai 2015,.

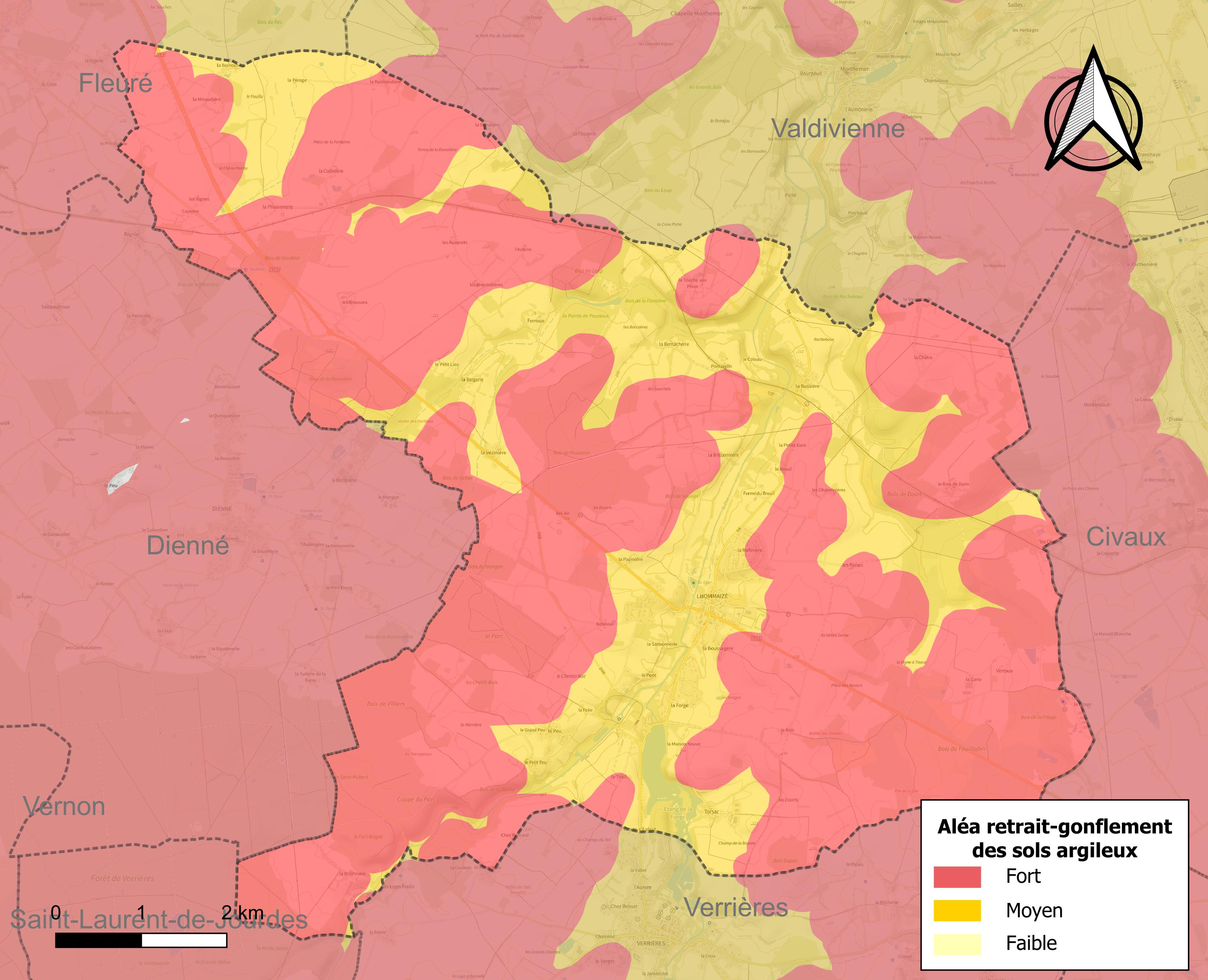
Carte des zones d'aléa retrait-gonflement des sols argileux de Lhommaizé.

Les mouvements de terrains susceptibles de se produire sur la commune sont des affaissements et effondrements liés aux cavités souterraines (hors mines) et des tassements différentiels. Afin de mieux appréhender le risque d’affaissement de terrain, un inventaire national permet de localiser les éventuelles cavités souterraines sur la commune. Le retrait-gonflement des sols argileux est susceptible d'engendrer des dommages importants aux bâtiments en cas d’alternance de périodes de sécheresse et de pluie. La totalité de la commune est en aléa moyen ou fort (79,5 % au niveau départemental et 48,5 % au niveau national). Depuis le 1er octobre 2020, en application de la loi ÉLAN, différentes contraintes s'imposent aux vendeurs, maîtres d'ouvrages ou constructeurs de biens situés dans une zone classée en aléa moyen ou fort,.
La commune a été reconnue en état de catastrophe naturelle au titre des dommages causés par la sécheresse en 1989, 2005, 2011 et 2017 et par des mouvements de terrain en 1999 et 2010.

#### Risque technologique
La commune étant située dans le périmètre du plan particulier d'intervention (PPI) de 20 km autour de la centrale nucléaire de Civaux, elle est exposée au risque nucléaire. En cas d'accident nucléaire, une alerte est donnée par différents médias (sirène, sms, radio, véhicules). Dès l'alerte, les personnes habitant dans le périmètre de 2 km se mettent à l'abri. Les personnes habitant dans le périmètre de 20 km peuvent être amenées, sur ordre du préfet, à évacuer et ingérer des comprimés d’iode stable,,.

## Toponymie
Le nom du village dériverait du mot « lomesec », qui signifierait « l'orme sec ».
En 1793, le nom de la commune s'écrit : Lhommaisé et en 1801 : L'Hommaizé.

## Histoire
Au XVIIIe siècle Jean-Victor de Rochechouart, duc de Mortemart, construit une forge et le château attenant qui existe toujours.
Lhommaizé accueille favorablement les avancées de la Révolution française. Elle plante ainsi son arbre de la liberté, symbole de la Révolution. Il devient le lieu de ralliement de toutes les fêtes et des principaux événements révolutionnaires.
Pendant la Seconde Guerre mondiale, la ligne de démarcation traversait la commune, du 22 juin 1940 au 1er mars 1943, laissant le chef-lieu en zone libre, avec la plus grande partie du territoire de la commune.

## Politique et administration

### intercommunalité
Depuis 2015, Lhommaizé est dans le canton de Lussac-les-Châteaux (No 10) du département de la Vienne. Avant la réforme des départements, Lhommaizé était dans le canton No 14 de Lussac-les-Châteaux dans la 3e circonscription.

### Liste des maires
| Période    | Période  | Identité         | Étiquette | Qualité        |
| ---------- | -------- | ---------------- | --------- | -------------- |
| avant 1988 | ?        | André Périvier   |           |                |
|            |          |                  |           |                |
| mars 2001  | En cours | Jacqueline Artus |           | réélue en 2008 |

### Instances judiciaires et administratives
La commune relève du tribunal d'instance de Poitiers, du tribunal de grande instance de Poitiers, de la cour d'appel  de Poitiers, du tribunal pour enfants de Poitiers, du conseil de prud'hommes de Poitiers, du tribunal de commerce de Poitiers, du tribunal administratif de Poitiers et de la cour administrative d'appel  de  Bordeaux, du tribunal des pensions de Poitiers, du tribunal des affaires de la Sécurité sociale de la Vienne, de la cour d’assises de la Vienne.

### Services publics
Les réformes successives de La Poste ont conduit à la fermeture de nombreux bureaux de poste ou à leur transformation en simple relais. Toutefois, la commune a pu maintenir le sien.

## Démographie
L'évolution du nombre d'habitants est connue à travers les recensements de la population effectués dans la commune depuis 1793. Pour les communes de moins de 10 000 habitants, une enquête de recensement portant sur toute la population est réalisée tous les cinq ans, les populations de référence des années intermédiaires étant quant à elles estimées par interpolation ou extrapolation. Pour la commune, le premier recensement exhaustif entrant dans le cadre du nouveau dispositif a été réalisé en 2004.

En 2022, la commune comptait 912 habitants, en évolution de +7,42 % par rapport à 2016 (Vienne : +0,6 %, France hors Mayotte : +2,11 %).
| 1793 | 1800 | 1806 | 1821 | 1831 | 1836 | 1841 | 1846 | 1851 |
| ---- | ---- | ---- | ---- | ---- | ---- | ---- | ---- | ---- |
| 638  | 595  | 623  | 655  | 726  | 698  | 677  | 713  | 797  |

| 1856 | 1861 | 1866 | 1872 | 1876 | 1881 | 1886 | 1891  | 1896 |
| ---- | ---- | ---- | ---- | ---- | ---- | ---- | ----- | ---- |
| 850  | 830  | 986  | 952  | 985  | 963  | 965  | 1 106 | 964  |

| 1901  | 1906  | 1911  | 1921 | 1926 | 1931 | 1936 | 1946 | 1954 |
| ----- | ----- | ----- | ---- | ---- | ---- | ---- | ---- | ---- |
| 1 008 | 1 001 | 1 017 | 854  | 869  | 883  | 885  | 857  | 851  |

| 1962 | 1968 | 1975 | 1982 | 1990 | 1999 | 2004 | 2006 | 2009 |
| ---- | ---- | ---- | ---- | ---- | ---- | ---- | ---- | ---- |
| 805  | 723  | 661  | 682  | 686  | 761  | 777  | 802  | 813  |

| 2014 | 2019 | 2022 | - | - | - | - | - | - |
| ---- | ---- | ---- | - | - | - | - | - | - |
| 838  | 883  | 912  | - | - | - | - | - | - |

La densité de population de la commune est de 26 hab./km2. Celle du département est  de 61 hab./km2. Elle est de 68 hab./km2 pour la région Poitou-Charentes et de 115 hab./km2 pour la France.
Les dernières statistiques démographiques pour la commune de Lhommaizé ont été fixées en 2009 et publiées en 2012. Il ressort que la mairie administre une population totale de 829 personnes. À cela il faut soustraire les résidences secondaires (16 personnes) pour constater que la population permanente sur le territoire de la commune est de 813 habitants.
La répartition par sexe de la population est la suivante :
- en 1999 : 50,7 % d'hommes et 49,3 % de femmes.
- en 2004 : 49,4 % d'hommes et 50,6 % de femmes.
- en 2010 : 48,3 % d'hommes pour 51,7 % de femmes.

En 2004 :
- Le nombre de célibataires était de : 29,6 % dans la population.
- Les couples mariés représentaient 57,9 % de la population et les divorcés 5,1 %.
- Le nombre de veuves et veufs était de 7,4 %.

### Enseignement
La commune dépend de l'académie de Poitiers (rectorat de Poitiers) et son école primaire publique dépend de l'inspection académique de la Vienne.

## Économie

### Agriculture
Selon la direction régionale de l'Alimentation, de l'Agriculture et de la Forêt de Poitou-Charentes, il n'y a plus que 14 exploitations agricoles en 2010 contre 20 en 2000.
Les surfaces agricoles utilisées ont toutefois augmentées et sont passées de 1 754 hectares en 2000 à 1 837 hectares en 2010. Ces chiffres indiquent une concentration des terres sur un nombre plus faible d’exploitations. Cette tendance est conforme à l’évolution  constatée sur tout le département de la Vienne puisque de 2000 à 2007, chaque exploitation a gagné en moyenne 20 hectares.
43 % des surfaces agricoles sont destinées à la culture des céréales (blé tendre essentiellement mais aussi orges et maïs), 17 % pour les oléagineux (colza et tournesol), 27 % pour le fourrage et 2 % reste en herbes. En 2000,3 hectares (0 en 2010) étaient consacrés à la vigne.
5 exploitations en 2010 (contre 8 en 2000) abritent un élevage de bovins (852 têtes en 2010 contre 825 têtes en 2000). 4 exploitations en 2010 (contre 9 en 2000) abritent un élevage d'ovins (1 190 têtes en 2010 contre 1 060 têtes en 2000). Cette évolution est conforme à la tendance globale du département de la Vienne. En effet, le troupeau d’ovins, exclusivement destiné à la production de viande, a diminué de 43,7 % de 1990 à 2007. En 2011, le nombre de têtes dans le département de la Vienne était de 214 300 têtes. L'élevage de volailles a disparu en 2010 (504 têtes sur 14 fermes en 2000).
La transformation de la production agricole est de qualité et permet aux exploitants d’avoir droit, sous conditions, aux appellations et labels suivants :
- Chabichou du Poitou (AOC)
- Beurre Charente-Poitou (AOC)
- Beurre des Charente (AOC)
- Beurre des Deux-Sèvres (AOC)
- Veau du Limousin (IGP)
- Agneau du Poitou-Charentes (IGP)
- Porc du Limousin (IGP)
- Jambon de Bayonne (IGP)

La commune abrite un élevage de chiens (vente, transit, garde, fourrières).

### Activité et emploi
Le taux d'activité était de 80,8 % en 2004 et 75,8 % en 1999.
Le taux de chômage en 2004 était de 7,3 % et en 1999 il était de 9,6 %.
Les retraités et les pré-retraités représentaient 23,2 % de la population en 2004 et 22,6 % en 1999.

## Culture locale et patrimoine

### Lieux et monuments

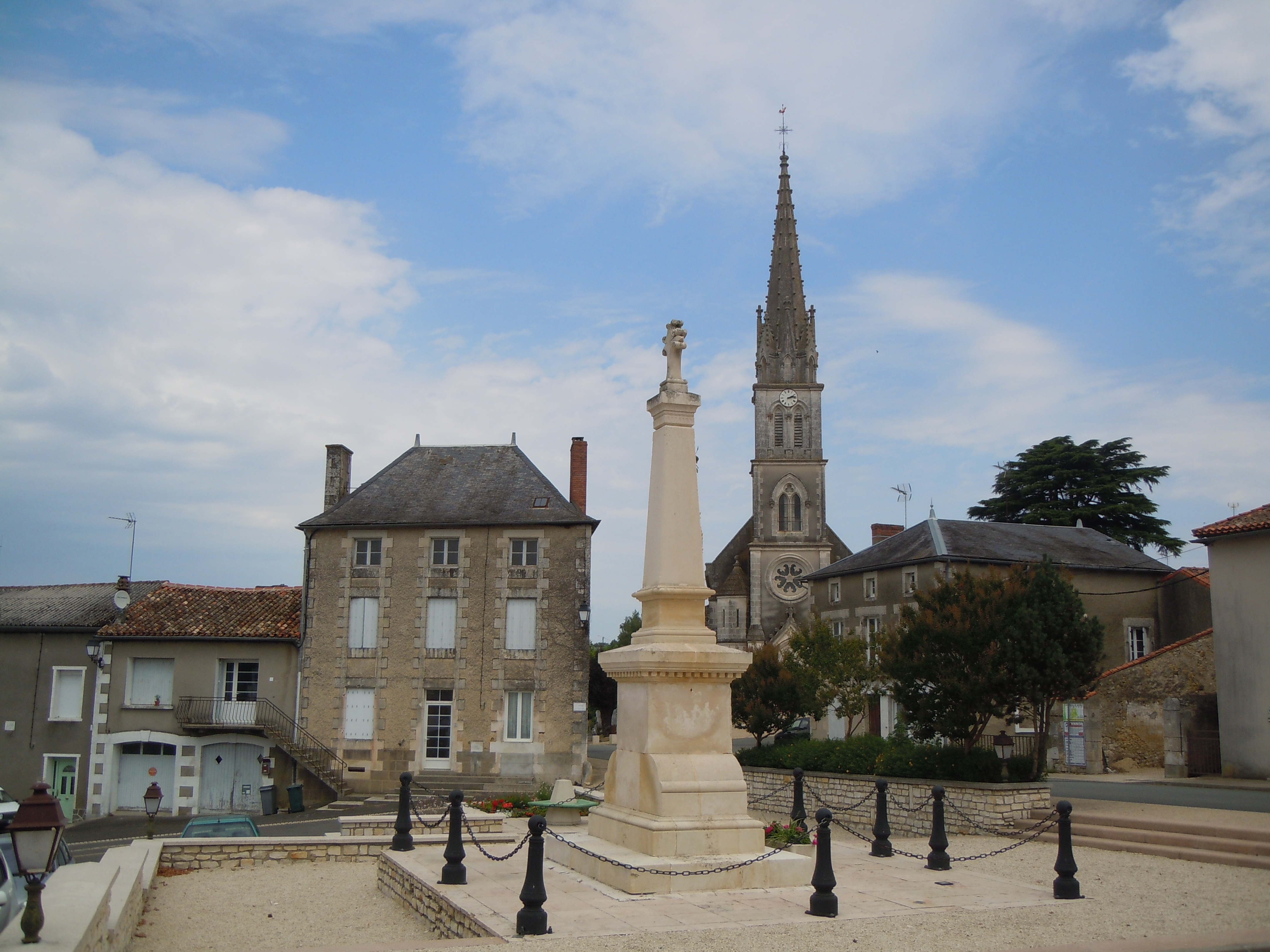
Monument aux morts, place du Souvenir devant l'église Saint-Jean-Baptiste.

- L'église Saint Jean-Baptiste. Elle est inscrite à l'Inventaire général du patrimoine culturel[42].
- Le château de La Touche, construit en 1664 par Pierre Milon, petit-fils de Pierre Milon, premier médecin du roi Henri IV.
- Le château de la Forge. Ce château date du XVIIIe siècle. Il a été construit pour le duc de Mortemart par l'architecte Michel-Robert Penchaud entre 1763 et 1769. La grille monumentale qui ferme la cour d'honneur fut exécutée dans la forge qui jouxtait le château en 1769. Le château comprend le château en tant que tel, classé comme Monument Historique depuis 1991, les communs et de vastes jardins à la française inscrits comme Monument historique depuis 1990. La demeure, coiffée d'une toiture d'ardoise, consiste en un long corps de logis, rectangulaire, flanqué de petits pavillons ne comptant qu'un étage sous comble. Sept travées parfaitement symétriques rythment la façade du corps de logis, pour une travée unique pour les petits pavillons dont les lucarnes ont été restaurées au XIXe siècle. Discret, le décor du château se limite à la travée centrale dont la fenêtre du premier étage est encadrée de pilastres portant un fronton en plein cintre. L'architecte a joué davantage sur l'équilibre des lignes horizontales et verticales. Les premières sont marquées par l'importante longueur de l'édifice, les trois niveaux de baies à linteau segmentaire, les bandeaux au-dessus du rez-de-chaussée. Les secondes sont renforcées par les chaines en harpe, les travées et les hautes cheminées qui se hérissent sur la toiture. L'étage noble, le rez-de-chaussée, était réservé au duc de Mortemart. Le premier étage était pour ses enfants et le second, pour Robert de Beauchamp, maître de forge. Il existait, en effet, dans cette région, d'importantes forges qui produisirent notamment la grille d'entrée du château.
- Il est possible de voir les restes d'une activité industrielle devenue obsolète. À la gare de Lhommaizé, à proximité de la voie ferrée Poitiers-Limoges, dans un paysage bouleversé par l'extraction du calcaire à chauffer et que les moutons réoccupent, deux fours avaient été construits par les mines de Faymoreau. Leur activité a cessé dans les années 1950. Un corps de four a disparu. Ces édifices, qui naguère abritèrent une intense activité humaine, ont été laissés à l'abandon.
- Selon l'Inventaire des arbres remarquables de Poitou-Charentes[43], il y a un arbre remarquable sur la commune qui est un Paulownia situé dans le bourg, dans les virages de la route nationale N 147.

### Personnalités liées à la commune
- Jean-Victor de Rochechouart, duc de Mortemart (1712-1771)[44].
- Michel-Robert Penchaud (1772-1833), architecte.
- Louis-Evariste Robert de Beauchamp (1820-1894), maître de forges et homme politique.

### Articles de Wikipédia
- Liste des communes de la Vienne
- Anciennes communes de la Vienne